# Cryptantha nevadensis
Cryptantha nevadensis là loài thực vật có hoa trong họ Mồ hôi. Loài này được A.Nelson & P.B.Kenn. mô tả khoa học đầu tiên năm 1906.